# Cantonul Annot
Cantonul Annot este un canton din arondismentul Castellane, departamentul Alpes-de-Haute-Provence, regiunea Provence-Alpes-Côte d'Azur, Franța.

## Comune
- Annot (reședință)
- Braux
- Le Fugeret
- Méailles
- Saint-Benoît
- Ubraye
- Vergons